# 클레어 히긴스
클레어 히긴스(Clare Higgins, 1955년 11월 10일 ~ )는 잉글랜드의 배우이다.

## 출연 작품
- 컨벤트 (2018)
- 퍼레이즈 엔드 (2012)
- 판타스틱 피어 (2012)
- 토스트 (2010)
- 스프링 1941: 아픈기억 (2008)
- 카산드라 드림 (2007)
- 황금나침반 (2007)
- 클레어몬트의 팰프리 부인 (2005)
- 비거 댄 더 스카이 (2005)
- 스테이지 뷰티 (2004)
- 스몰 페이스 (1996)
- 히틀러의 부활 (1994)
- 헬레이저 2 (1988)
- 헬레이져 (1987)
- 1919 (1985)
- 오만과 편견 (1980)
- 카라마조프가의 형제들 (1958)